# Дельомм, Реми
Реми Дельомм (фр. Rémy Delhomme, р.18 ноября 1967) — французский фехтовальщик-шпажист, чемпион мира и Европы.

## Биография
Родился в 1967 году в Ле Лила. В 1993 году стал серебряным призёром чемпионата мира. В 1998 году завоевал серебряную медаль чемпионата мира и серебряную медаль чемпионата Европы. В 1999 году стал обладателем золотой медали чемпионата мира, а также золотой и серебряной медалей чемпионата Европы. В 2000 году стал чемпионом Европы. В 2001 году стал бронзовым призёром чемпионата мира. В 2002 году вновь стал чемпионом Европы. На чемпионате Европы 2004 года завоевал серебряную медаль.